# Kurt Eilles
Kurt Eugen Eilles (* 20. April 1913 in München; † 1960 ebenda) war ein deutscher Politiker der Bayernpartei.

## Leben
Kurt Eilles wurde am 20. April 1913 in München als Sohn des Reichsgerichtsrats Josef Eilles und der Therese Bergeat geboren. Er studierte Rechtswissenschaft in München und Leipzig und wurde Rechtsanwalt. 1942 heiratete er Lotte Schmitt. Ebnet war ab deren Gründung 1946 ein Mitglied der Bayernpartei. Ab 1951 war er Prozessbevollmächtigter für die Partei, vor allem für den Vorsitzenden Joseph Baumgartner.
Nach dem Zustandekommen der Viererkoalition unter Wilhelm Hoegner erhielt Eilles im Kabinett Hoegner II von der Bayernpartei zuletzt den Posten des Staatssekretärs im bayerischen Justizministerium. Das Amt trat er am 14. Dezember 1954 an. Ab dem 15. Dezember 1954 war er zudem stellvertretendes Mitglied des Bundesrates.
Zusammen mit anderen Politikern von CSU und BHE und Bayernpartei unterzeichnete Kurt Eilles am 27. September 1957 einen Vorvertrag für einen Koalitionsvertrag zur Bildung einer neuen Staatsregierung aus diesen Parteien. Stattdessen kam es zu einer Koalition aus CSU, BHE und FDP. Mit der Regierungsübernahme durch das Kabinett Seidel I schied Eilles am 16. Oktober 1957 aus dem Amt des Staatssekretärs und aus dem Bundesrat aus.
Ab 1957 arbeitete er wieder als freier Anwalt. Er hatte einen Doktorgrad.
Eilles war ein Gegner der Inszenierungen von Wieland Wagner bei den Bayreuther Festspielen und trat aus Protest gegen dessen Neuinszenierung der Oper Die Meistersinger von Nürnberg 1956 aus der Gesellschaft der Freunde von Bayreuth aus. Er starb 1960 in seiner Münchner Wohnung an einer Leuchtgasvergiftung und wurde auf dem Ostfriedhof begraben.